# مايك إلغن
مايك إلغن (بالإنجليزية: Mike Elgin)‏ هو لاعب كرة قدم أمريكية أمريكي، ولد في 15 أكتوبر 1983.